# The Similitude of a Dream
The Similitude of a Dream é o segundo álbum de estúdio do supergrupo de rock progressivo The Neal Morse Band, lançado em 11 de novembro de 2016. É um álbum conceitual inspirado pela obra O Peregrino, de John Bunyan.

## Lista de faixas
Todas as letras escritas por Neal Morse, todas as músicas compostas por Neal Morse, Mike Portnoy, Randy George, Bill Hubauer e Eric Gillette.
| CD 1           |                                              |         |  |
| N.º            | Título                                       | Duração |  |
| 1.             | "Long Day" (Longo Dia)                       | 1:42    |  |
| 2.             | "Overture" (Abertura)                        | 5:51    |  |
| 3.             | "The Dream" (O Sonho)                        | 2:28    |  |
| 4.             | "City of Destruction" (Cidade da Destruição) | 5:11    |  |
| 5.             | "We Have Got to Go" (Nós Temos Que Ir)       | 2:29    |  |
| 6.             | "Makes No Sense" (Não Faz Sentido)           | 4:10    |  |
| 7.             | "Draw the Line" (Estabeleça o Limite)        | 4:06    |  |
| 8.             | "The Slough" (A Pele Morta)                  | 3:03    |  |
| 9.             | "Back to the City" (De Volta à Cidade)       | 4:19    |  |
| 10.            | "The Ways of a Fool" (Os Meios de um Tolo)   | 6:48    |  |
| 11.            | "So Far Gone" (Tão Ditante)                  | 5:21    |  |
| 12.            | "Breath of Angels" (Respiração de Anjos)     | 6:32    |  |
| Duração total: | Duração total:                               | 51:59   |  |

| CD 2           |                                                                    |         |  |
| N.º            | Título                                                             | Duração |  |
| 1.             | "Slave to Your Mind" (Escravo de Sua Mente)                        | 6:27    |  |
| 2.             | "Shortcut to Salvation" (Atalho para a Salvação)                   | 4:36    |  |
| 3.             | "The Man in the Iron Cage" (O Homem na Gaiola de Ferro)            | 5:16    |  |
| 4.             | "The Road Called Home" (A Estrada Chamada Casa)                    | 3:24    |  |
| 5.             | "Sloth" (Preguiça)                                                 | 5:48    |  |
| 6.             | "Freedom Song" (Canção da Liberdade)                               | 3:59    |  |
| 7.             | "I'm Running" (Estou Correndo)                                     | 3:44    |  |
| 8.             | "The Mask" (A Máscara)                                             | 4:28    |  |
| 9.             | "Confrontation" (Confronto)                                        | 3:59    |  |
| 10.            | "The Battle" (A Batalha)                                           | 2:57    |  |
| 11.            | "Broken Sky/Long Day (Reprise)" (Céu Quebrado/Longo Dia (Reprise)) | 9:58    |  |
| Duração total: | Duração total:                                                     | 54:36   |  |

## Créditos
The Neal Morse Band
- Neal Morse – vocais, teclados, guitarras de 6 e 12 cordas, percussão, bandolim
- Mike Portnoy – bateria, vocais
- Randy George – baixo e pedais de baixo
- Bill Hubauer – órgão, piano, sintetizadores, vocais
- Eric Gillette – guitarra solo e rítmica, vocais

Convidados especiais
- Chris Carmichael – violino, viola e violoncelo
- Eric Escurecer – percussão ("Breath of Angels")
- Ann, Alfreda e Regina McCrary – vocais de fundo ("Breath of Angels")
- Sarah Hubauer – barítono e alto saxofone ("Overture")
- Spencer McKee – marimba ("The Battle")
- Dave Buzard – pisa ("City of Destruction")
- Bruce Babad – saxofone ("Shortcut to Salvation")
- Steve Herrman – trombetas ("I'm Running")
- Jim Hoke – saxofone tenor e barítono ("I'm Running")
- Rico Mouser – pedal de aço ("Freedom Song"), guitarra ("The Man in the Iron Cage")

## Recepção da crítica
| Críticas profissionais | Críticas profissionais |
| Avaliações da crítica  | Avaliações da crítica  |
| Fonte                  | Avaliação              |
| ---------------------- | ---------------------- |
| Stereoboard.com        | [ 6 ]                  |

The Similitude of a Dream foi recebido com elogios de muitas críticas. O álbum foi considerado "álbum progressivo do ano" por muitos sites especializados, incluindo The Prog Report, The Fire Note e Rock at Night.

## Paradas
| Parada (2016)                         | Maior posição |
| ------------------------------------- | ------------- |
| Bélgica (Ultratop Flandres)           | 169           |
| Bélgica (Ultratop Valônia)            | 86            |
| Países Baixos (Dutch Charts)          | 49            |
| França (SNEP)                         | 178           |
| Alemanha (Offizielle Deutsche Charts) | 25            |
| Suíça (Schweizer Hitparade)           | 56            |